# Josef Mörsdorf
Josef Mörsdorf (* 22. März 1906 in Neuhütten (Hochwald); † 28. Juli 1995 in Burglesau) war ein deutscher römisch-katholischer Theologe.

## Leben
Nach dem Theologiestudium in Trier, München (zugleich Philosophiestudium) und Fulda (1930 Dr. phil. München) wurde er 1933 Priester der Diözese Berlin. Er war Kaplan in St. Antonius (Berlin-Friedrichshain), 1935 Kaplan an St. Peter und Paul (Potsdam) und 1937 Kaplan an der Rosenkranz-Basilika (Berlin-Steglitz). 1951 wurde er beurlaubt zum Studium in München (1952 Dr. theol.). Nach der Habilitation 1955 für Moraltheologie und christliche Gesellschaftslehre wurde er Lehrbeauftragter in Bamberg und 1958 ordentlicher Professor für Moral- und Pastoraltheologie. Von 1959 bis 1960 leitete er als Rektor die Philosophisch-Theologische Hochschule Bamberg. 1972 wurde er emeritiert. Er wurde am 2. August 1995 in Weichenwasserlos begraben.

## Schriften (Auswahl)
- Die kleine Berufsschule. Zur Organisationsfrage der Berufsschulen auf dem Lande. Leipzig 1932, OCLC 51700226.
- August Froehlich, Pfarrer von Rathenow. Berlin 1947, OCLC 753688778.
- Gestaltwandel des Frauenbildes und Frauenberufs in der Neuzeit. München 1958, OCLC 782127004.
- Der Streik als gesellschaftliches Phänomen und sittliches Problem. Rektoratsrede gehalten anläßlich des 312. Stiftungsfestes der Philosophisch-Theologischen Hochschule Bamberg, November 1959. Bamberg 1959, OCLC 257901308.